# Bhimanere, Channagiri
Bhimanere là một làng thuộc tehsil Channagiri, huyện Davanagere, bang Karnataka, Ấn Độ.